# Kosmos 545
O Kosmos 545 (em russo: Космос 545) também denominado DS-P1-Yu Nº 60, foi um satélite artificial soviético lançado ao espaço com sucesso no dia 24 de janeiro de 1973 através de um foguete Kosmos-2I a partir do Cosmódromo de Plesetsk.

## Características
O Kosmos 545 foi o sexagésimo membro da série de satélites DS-P1-Yu e o quinquagésimo quarto lançado com sucesso após o fracasso dos lançamentos do segundo, do vigésimo terceiro, do trigésimo segundo, do quadragésimo, do quadragésimo quarto e do quinquagésimo quarto membros da série. Sua missão era auxiliar sistemas antissatélites e antimíssil soviéticos.
O Kosmos 545 foi injetado em uma órbita inicial de 521 km de apogeu e 279 km de perigeu, com uma inclinação orbital de 71 graus e um período de 92,2 minutos. Reentrou na atmosfera terrestre em 31 de julho de 1973.